# Бинарный опцион
Бина́рный опцио́н, также цифровой опцион, опцион «всё или ничего», опцион с фиксированной прибылью — экзотический опцион, который в зависимости от выполнения оговорённого условия в оговорённое время либо обеспечивает фиксированный размер дохода (премию), либо не приносит ничего. Так как опцион покупают заранее по фиксированной цене, общий итог либо положительный (в размере разности между премией и ценой опциона), либо отрицательный (на величину стоимости опциона). В наиболее популярной ситуации такое оговоренное условие имеет прогнозируемую вероятность порядка {\displaystyle 0,5}, а размер (модуль) положительного результата меньше, чем отрицательного.

## Описание
Обычно речь идёт о том, будет ли биржевая цена на базовый актив выше (или ниже) определённого уровня. Фиксированная выплата производится в случае выигрыша опциона, независимо от степени изменения цены (насколько она выше или ниже).
Бинарные опционы позволяют точно знать размер выплаты и возможных рисков ещё до заключения контракта, что обеспечивает возможность проще управлять большим количеством торговых операций.
Для простоты расчётов обычно принимается, что исполнившийся опцион имеет цену 100, не исполнившийся — 0. Если был куплен опцион по цене 10, то при его исполнении (цена базового актива была выше оговорённого уровня в указанное время) цена опциона считается равной 100 и именно эту сумму получает трейдер. Если опцион не исполнился, то его цена 0 и трейдер ничего не получает. В некоторых торговых платформах при неисполнении опциона возможен возврат до 15 % средств, затраченных на его покупку. Если опцион был на повышение/понижение цены, а закрылся ровно по эталонной цене, то трейдеру может возвращаться первоначальная сумма или её часть (зависит от условий контракта).
В зависимости от текущей рыночной ситуации цена покупки/продажи бинарного опциона может меняться в широких пределах.
Вместо покупки собственно актива трейдеры могут использовать бинарные опционы для получения дохода на факте правильного определения направления, в котором будет двигаться цена актива. Таким образом, достаточно спрогнозировать только два варианта — рост цены на выбранный актив (Call-опцион) или понижение цены на актив (Put-опцион). Если за выбранный промежуток времени прогноз оказывается успешным и цена на актив будет на оговорённом уровне или лучше его, трейдер получает фиксированную прибыль.
Первоначально бинарный опцион считался экзотичным и не имел широкого вторичного рынка. Поэтому обычно он не мог перепродаваться другому лицу. В мае 2008 года Американская фондовая биржа (AMEX) и Чикагская биржа опционов (CBOE) начали систематическую торговлю бинарными опционами, а в июне 2008 года стандартизировали эти контракты, что позволяет им иметь сейчас непрерывную биржевую котировку.
В настоящий момент, к концу 2015 года, появилось большое число брокеров, которые предлагают торговлю бинарными опционами по несколько иной схеме, чем вышеуказанные биржи. В связи с этим, трейдеры до начала любых торгов должны ознакомиться с условиями, по которым они покупают бинарные опционы.

## Основные типы бинарных опционов
Call / Put-опционы — прогнозируется направление движения цены относительно цены на момент покупки опциона. Если ожидается, что цена вырастет — покупается Call-опцион. Если ожидается снижения цены — покупается Put-опцион.
One Touch / No Touch-опционы — прогнозируется достижение ценой определенного уровня (One Touch) или недостижение его (No Touch) до момента экспирации. После достижения ценой заданного уровня дальнейшее направление движения не важно.
In / Out-опционы — прогнозируется коридор, в котором будет двигаться цена до момента экспирации (In-опцион) или выход цены за пределы коридора (Out-опцион).

## Особенности европейских и американских опционов
В европейском опционе сверка цены с заданной в опционе происходит в дату закрытия опциона. В американском опционе проверка может происходить постоянно, то есть исполнение опциона может происходить в любое время от момента покупки опциона до даты его закрытия.

## Примеры бинарных опционов
Примеры торговли бинарными опционами:
1. Покупка опциона на превышение ценового уровня. При стоимости одной акции компании Apple 50 долларов США, потребуется не менее 1000 долларов США для приобретения лота в 20 акций. Если цена акции повысится до 55 долларов США, то доход составит 100 долларов США (20 акций x 5 долларов США) при 10 % доходности. Доход может иметь и другие значения, в зависимости от колебания цены. Если цена неблагоприятная, то у трейдера будет выбор — закрывать с убытком или дождаться роста цены. В качестве альтернативы можно купить 2 бинарных Call-опциона по цене 10 долларов с условием достижения акций Apple цены 55 долларов до конца недели. Цена исполнившегося опциона будет равна 100 долларам. Если цена действительно достигнет 55 долларов или будет выше, то трейдер получит 200 долларов (100 x 2) при затратах 20 долларов, доход составит 180 долларов, доходность — 900 %. Если цена не достигнет указанного уровня, то он теряет 20 долларов, уплаченных за опцион.
2. Покупка опциона на повышение цены от текущего уровня. Полагая, что к концу дня акции Microsoft будут стоить дороже, чем в данный момент, трейдер покупает бинарный Call-опцион на цену закрытия выше текущей за 10 долларов США с возможной премией 17,10 долларов (доходностью 71 % от вложенных средств). Если к концу дня акции Microsoft действительно подорожают, то трейдер получит 17,10 долларов США (прибыль 7,10 доллара). Если стоимость акций снизится, то трейдер потеряет вложенные средства.
3. Продажа опциона на превышение уровня. В полдень евро против доллара США (EUR/USD) отстает от цены закрытия предыдущего дня (цена в 20:00 по лондонскому времени) на 20 пунктов. Опцион на превышение EUR/USD уровня предыдущего дня можно продать по $38 или купить по $41,50. Трейдер решает, что цена не восстановится и продает 2 опциона по цене $38, получая выручку $76. Наихудшим исходом для трейдера стала бы цена закрытия дня EUR/USD выше предыдущей, что приведёт к расчётной цене опциона на уровне 100, которые трейдер обязан будет заплатить. Его риск ограничивается (100 — 38) х 2 контракта = $124. Если базисный инструмент не окончится повышением в этот день, то опцион потеряет свою стоимость, и трейдер ничего никому не должен будет платить, в то время как он ранее уже получил $76, которые становятся его прибылью.

## Критика
Газета The Times of Israel опубликовала серию статей «Волки Тель-Авива: Грандиозный аморальный обман бинарных опционов», выставляя отрасль бинарных опционов как большую аферу.
Американская Комиссия по торговле товарными фьючерсами предупреждает, что бинарные онлайн-площадки вводят пользователей в заблуждение, обещая огромные выигрыши при ограниченном риске. В реальности пользователи теряли все деньги в течение нескольких дней или максимум недель, а компании получали большую прибыль.
Американские регуляторы (Комиссия по ценным бумагам и биржам и Комиссия по торговле товарными фьючерсами) издали «Предупреждение инвесторам», в котором разъясняют, что законные платформы по торговле бинарными опционами должны соответствовать множеству правил, должны сами регистрироваться особым образом, а также обязаны регистрировать инвестиционные продукты, которыми торгуют. На практике в США ни одна интернет-платформа, брокер и подобная организация не имеют таких регистраций.
В марте 2016 года израильский регулятор Israel Securities Authority полностью запретил торговлю бинарными опционами в стране и предписал убрать с сайтов брокерских компаний упоминания об этой услуге.
Французский финансовый регулятор Authorité des Marchés Financiers (AMF) публикует списки сайтов бинарных трейдеров, чью деятельность он считает недопустимой или сомнительной. На апрель 2016 года в «черном списке» 276 интернет-адресов.
В конце марта 2016 года канадский регулятор IIROC выпустил сообщение о том, что «в Канаде не зарегистрировано ни одного бизнеса, имеющего право продавать бинарные опционы».
Комиссия SEC выпустила специальный проспект с описанием мошеннических схем с применением бинарных опционов.